# Sur mes lèvres
Pour plus de détails, voir Fiche technique et Distribution.
Sur mes lèvres est un film français réalisé par Jacques Audiard et sorti en 2001.
Le film suit Carla qui est malentendante. Employée comme secrétaire dans une agence immobilière, elle mène une vie solitaire et doit subir les humiliations de ses collègues. Son employeur décide un jour de lui adjoindre un stagiaire. L'Agence nationale pour l'emploi lui envoie Paul, un ancien délinquant ayant fait deux ans de prison pour vol aggravé et recel et venant d'être libéré sous contrôle judiciaire.
Il a obtenu trois César en 2002 : meilleure actrice pour Emmanuelle Devos, meilleur scénario et meilleur son.

## Synopsis
Carla Bhem, discrète employée dans une société de promotion immobilière, est malentendante et porte des prothèses auditives. Malgré un investissement professionnel important, elle est ignorée par ses collègues dont elle subit des moqueries effectuées a priori à son insu, mais qu’elle a l'habitude de surprendre en lisant sur leurs lèvres, sans qu'ils ne s'en rendent compte.
Afin d’alléger sa charge de travail, elle obtient l’embauche d’un stagiaire, Paul Angeli, un jeune homme sans expérience dans le domaine. Celui-ci sort de prison et reste sous la surveillance de son contrôleur judiciaire, Masson. Son comportement impulsif et son charisme troublent Carla, bien qu’elle rejette ses avances maladroites. Peu après son arrivée, Paul est violemment agressé au bureau par un homme venu lui rappeler qu’il doit une importante somme d’argent à Marchand, un gérant de boîte de nuit impliqué dans des activités illégales. Pour rembourser sa dette, Paul abandonne son poste et commence à travailler comme barman pour lui.
Paul se rend compte des capacités de Clara à lire sur les lèvres, et les utilise pour espionner discrètement les affaires de Marchand, ce qui les amène à découvrir un important trafic d’argent liquide dont ils parviennent à dérober plusieurs sacs grâce à un double de clés fabriqué par Paul. Toutefois, Carla découvre qu'il projette de s’enfuir seul avec l’argent : elle le confronte et exige de partir avec lui.
Marchand, découvrant que l'argent a disparu soupçonnant rapidement une trahison, capture Paul et le passe à tabac. Depuis un bâtiment voisin, Carla assiste à la scène et parvient à décrypter un message silencieux de Paul. Exploitant les tensions internes de l’organisation criminelle, elle manipule l’épouse de Marchand en lui faisant croire qu’il entretient une liaison avec elle. Dévorée par la jalousie, cette dernière provoque une confrontation qui dégénère en fusillade, où tous les criminels s'entretuent.
Carla et Paul, désormais libres, partent en emportant l’argent sans être inquiétés, et concrétisent leur amour.

## Fiche technique
Sauf indication contraire, les informations mentionnées dans cette section peuvent être confirmées par les bases de données cinématographiques IMDb et Allociné,  présentes dans la section « Liens externes ».
- Titre : Sur mes lèvres
- Titre de travail : Clara[1]
- Réalisation : Jacques Audiard
- Scénario : Jacques Audiard et Tonino Benacquista
- Musique : Alexandre Desplat
- Photographie : Mathieu Vadepied
- Montage : Juliette Welfling
- Décors : Michel Barthélémy
- Son : Marc-Antoine Beldent, Cyril Holtz, Pascal Villard, Philippe Amouroux et Gael Nicolas
- Cascades : Michel Carliez
- Production : Philippe Carcassonne et Jean-Louis Livi
  - Direction de production : Jean-Louis Nieuwbourg
- Sociétés de production : Canal+, Centre national de la cinématographie, Ciné B, France 2 Cinéma, Pathé Image Production et Sédif Productions
- Sociétés de distribution : Pathé (France) et Magnolia Pictures (USA)
- Pays de production :  France
- Langue originale : français
- Format : couleur - 1,85:1  - 35 mm- Dolby Digital
- Genre : drame
- Durée : 115 minutes
- Dates de sortie :
  - Canada : 10 septembre 2001 (Festival de Toronto)
  - France, Belgique et Suisse romande : 17 octobre 2001

## Distribution
Sauf indication contraire, les informations mentionnées dans cette section peuvent être confirmées par les bases de données cinématographiques IMDb et Allociné,  présentes dans la section « Liens externes ».
- Vincent Cassel : Paul Angeli
- Emmanuelle Devos : Carla Behm
- Olivier Gourmet : Marchand
- Olivier Perrier : Masson
- Olivia Bonamy : Annie, l'amie de Carla
- Bernard Alane : Morel
- Céline Samie : Josie Marchand
- Pierre Diot : Keller
- François Loriquet : Jean-François
- Serge Onteniente : Mammouth (crédité comme Serge Boutleroff)
- David Saracino : Richard Carambo
- Christophe Vandevelde :  Louis Carambo
- Bô Gaultier de Kermoal : le barman
- Loïc Le Page : Quentin
- Nathalie Lacroix : l'employée de l'ANPE
- Laurent Valo : le jeune sourd du café
- Christiane Cohendy : Mathilde, la belle-sœur de Masson
- Isabelle Caubère : Jeanne
- Chloé Mons : Boubou
- Patrick Steltzer : le haleur
- Philippe Wintousky : le chef de chantier
- Gladys Gambie, Maurine Nicot et Keena : des danseuses

## Bande originale
- Chartsengrafs - Grandaddy
- Zobi la mouche - Les Négresses Vertes
- Lella
- Hands Up
- Never Tell You - Rhythm and Sound / Tikiman
- La Mouche - Cassius
- Make It Funky
- Positive Education - Slam
- Space Trucker
- Slam-Dunkin 1
- Marseille Is in the House - Electrocypher
- Last Dance (and I come over) - Superfunk
- Ritmo Americano - Dusminguet
- Goa Tribe
- The Child - Alex Gopher
- Make It Happen (Radio Edit) - Playgroup
- Till You Drop

## Production
Le réalisateur coécrit d'abord le scénario avec Philippe Djian en 1998-1999. Un désaccord artistique sur la seconde partie met fin à la collaboration.

## Distinctions
Le film a obtenu neuf nominations lors de la cérémonie des César 2002 dont celles du meilleur film, du meilleur réalisateur, du meilleur acteur (Vincent Cassel), de la meilleure actrice (Emmanuelle Devos) et du son (Pascal Villard, Marc-Antoine Beldent et Cyril Holtz. Il remporte le prix dans trois catégories (meilleure actrice, meilleur scénario et meilleur son) lors d'une année considérée comme un excellent cru[réf. souhaitée], où il était en compétition notamment avec Le Fabuleux Destin d'Amélie Poulain, La Chambre des officiers, La Pianiste, Chaos…

## Projet d'adaptation
En 2018, David Manson, le producteur délégué de plusieurs séries Netflix, telles que House of Cards ou Bloodline, signe un accord de deux ans avec Paramount Television pour adapter le film de Jacques Audiard en série.